# Camilo Vives
Camilo Vives (c. 1942 – La Habana, 14 de marzo de 2013) fue un productor de cine cubano. Produjo más de una cuarentena de películas cubanas, incluidas Lucía (1968) y Fresa y Chocolate (1994).
Vives se unió al Instituto Cubano del Arte e Industria Cinematográficos (ICAIC), el brazo cinematográfico de Cuba controlado por el Gobierno, que se había establecido en 1959 después de la Revolución Cubana. Se convirtió en jefe de los estudios de producción del ICAIC durante la década de 1970. En 2001, fue ascendido a jefe de la división de Producción Internacional del ICAIC.
Vives produjo películas tanto en Cuba como en España. En sus trabajos destacan Lucía, Miel para Oshun y Barrio Cuba del Humberto Solás; La vida es silbar en 1998 y Suite Habana en 2003 del director Fernando Pérez Valdés. Vives colaboró frecuentemente con el director Tomás Gutiérrez Alea.  Entre sus colaboraciones destacan La última cena (1976), Fresa y Chocolate (1994), y Guantanamera (1995). En 2004, Vives produjo Tres veces dos, que marcaron el debut de tres directores cubanos - Pavel Giroud, Lester Hamlet y Esteban Garcia Insausti. Un año después, produjo el film hispano-cubano Habana Blues, de Benito Zambrano.
Vives murió el 14 de marzo de 2013, a la edad de 71 años.